# Xambes
Xambes is een gemeente in het Franse departement Charente (regio Nouvelle-Aquitaine) en telt 313 inwoners (2004). De plaats maakt deel uit van het arrondissement Angoulême.

## Geografie
De oppervlakte van Xambes bedraagt 5,2 km², de bevolkingsdichtheid is 60,2 inwoners per km².
De onderstaande kaart toont de ligging van Xambes met de belangrijkste infrastructuur en aangrenzende gemeenten.

## Demografie
Onderstaande figuur toont het verloop van het inwonertal (bron: INSEE-tellingen).